# ロベルト・リンドステット
ロベルト・リンドステット（Robert Lindstedt, /ˈroːbɛʈ lɪnˈsteːt/; 1977年3月19日 - ）は、スウェーデン・スンドビーベリ出身の男子プロテニス選手。2014年全豪オープン男子ダブルスで、ルカシュ・クボットとペアを組んで優勝した。ダブルスのスペシャリストとして活動し、これまでにATPツアーでダブルス21勝を挙げている。自己最高ランキングはダブルス3位。身長193cm、体重88kg。右利き、バックハンド・ストロークは両手打ち。

## 来歴
1998年にプロに転向。リンドステットは普段からダブルスのみに活動を絞り、4大大会の男子シングルスには1度も出場がない。
2010年からホリア・テカウとペアを組むようになり、2010年ウィンブルドン選手権男子ダブルスで決勝に進出し、ユルゲン・メルツァー/フィリップ・ペッシュナー組に1-6, 5-7, 5-7で敗れて準優勝となった。
2011年ウィンブルドン選手権男子ダブルスでもテカウとペアを組み2年連続で決勝に進出したが、ブライアン兄弟に敗れた。
2012年ウィンブルドン選手権男子ダブルスでは3年連続の決勝に進出したが、主催者推薦出場のジョナサン・マレー/フレデリク・ニールセン組にフルセットの末敗れ3年連続で準優勝となった。7月のロンドン五輪でオリンピックに初出場した。ヨハン・ブルンストロムと組んで男子ダブルスに出場し1回戦でセルビアのノバク・ジョコビッチ/ビクトル・トロイツキ組を7-6, 6-3で破ったが、2回戦でクロアチアのマリン・チリッチ/イワン・ドディグ組に敗退した。
2012年でリンドステットはテカウとのペアを解消し2013年からはネナド・ジモニッチやダニエル・ネスターとペアを組んだ。
2014年全豪オープン男子ダブルスではルカシュ・クボットと組み男子ダブルスの決勝に進出した。決勝ではエリック・ブトラック/レイベン・クラーセン組を6–3, 6–3で破り初の4大大会タイトルを獲得した。

## ATPツアー決勝進出結果

### ダブルス: 43回 (21勝22敗)
| 結果   | No. | 決勝日         | 大会                   | サーフェス        | パートナー                   | 対戦相手                                                  | スコア                        |
| ------ | --- | -------------- | ---------------------- | ----------------- | ---------------------------- | --------------------------------------------------------- | ----------------------------- |
| 準優勝 | 1.  | 2005年9月26日  | ホーチミン             | カーペット (室内) | アシュリー・フィッシャー     | ラルス・ブルクスミュラー フィリップ・コールシュライバー   | 6–5(3), 4–6, 2–6              |
| 準優勝 | 2.  | 2006年3月6日   | ラスベガス             | ハード            | ヤロスラフ・レビンスキー     | ボブ・ブライアン マイク・ブライアン                       | 3–6, 2–6                      |
| 準優勝 | 3.  | 2006年7月24日  | シュトゥットガルト     | クレー            | イブ・アレグロ               | ガストン・ガウディオ マックス・ミルヌイ                   | 5–7, 7–6, [10–12]             |
| 優勝   | 1.  | 2007年9月24日  | ムンバイ               | ハード            | ヤルコ・ニエミネン           | ロハン・ボパンナ アイサム＝ウル＝ハク・クレシ             | 7–6(3), 7–6(5)                |
| 優勝   | 2.  | 2007年10月7日  | 東京                   | ハード            | ジョーダン・カー             | フランク・ダンチェビッチ ステファン・フース               | 6–4, 6–4                      |
| 優勝   | 3.  | 2008年8月17日  | ワシントンD.C.         | ハード            | マルク・ジケル               | ブルーノ・ソアレス ケビン・ウリエット                     | 7–6(6), 6–3                   |
| 優勝   | 4.  | 2009年1月12日  | オークランド           | ハード            | マルティン・ダム             | スコット・リプスキー リーンダー・パエス                   | 7–5, 6–4                      |
| 優勝   | 5.  | 2009年2月8日   | ザグレブ               | ハード (室内)     | マルティン・ダム             | クリストファー・カス ロヒール・ワッセン                   | 6–4, 6–3                      |
| 準優勝 | 4.  | 2009年2月28日  | ドバイ                 | ハード            | マルティン・ダム             | リック・デ・フスト ドミトリー・トゥルスノフ               | 6–4, 3–6, [5–10]              |
| 準優勝 | 5.  | 2009年5月10日  | エストリル             | クレー            | マルティン・ダム             | エリック・バトラック スコット・リプスキー                 | 3–6, 2–6                      |
| 準優勝 | 6.  | 2009年7月19日  | ボースタード           | クレー            | ロビン・セーデリング         | ヤロスラフ・レビンスキー フリップ・ポラーシェク           | 6–1, 3–6, [7–10]              |
| 優勝   | 6.  | 2009年8月9日   | ワシントンD.C.         | ハード            | マルティン・ダム             | マリウシュ・フィルステンベルク マルチン・マトコフスキ     | 7–5, 7–6(3)                   |
| 準優勝 | 7.  | 2010年2月21日  | マルセイユ             | ハード (室内)     | ユリアン・ノール             | ジュリアン・ベネトー ミカエル・ロドラ                     | 3–6, 4–6                      |
| 優勝   | 7.  | 2010年4月10日  | カサブランカ           | クレー            | ホリア・テカウ               | ロハン・ボパンナ アイサム＝ウル＝ハク・クレシ             | 6–2, 3–6, [10–7]              |
| 優勝   | 8.  | 2010年6月19日  | スヘルトーヘンボス     | 芝                | ホリア・テカウ               | ルーカス・ドロウヒー リーンダー・パエス                   | 1–6, 7–5, [10–7]              |
| 準優勝 | 8.  | 2010年7月3日   | ウィンブルドン         | 芝                | ホリア・テカウ               | ユルゲン・メルツァー フィリップ・ペッシュナー             | 1–6, 5–7, 5–7                 |
| 優勝   | 9.  | 2010年7月18日  | ボースタード           | クレー            | ホリア・テカウ               | アンドレアス・セッピ シモーネ・バニョッツィ               | 6–4, 7–5                      |
| 優勝   | 10. | 2010年8月28日  | ニューヘイブン         | ハード            | ホリア・テカウ               | ロハン・ボパンナ アイサム＝ウル＝ハク・クレシ             | 6–4, 7–5                      |
| 準優勝 | 9.  | 2011年1月9日   | ブリスベン             | ハード            | ホリア・テカウ               | ルーカス・ドロウヒー ポール・ハンリー                     | 4–6, 途中棄権                 |
| 優勝   | 11. | 2011年4月9日   | カサブランカ           | クレー            | ホリア・テカウ               | コリン・フレミング イゴール・ゼレナイ                     | 6–2, 6–1                      |
| 準優勝 | 10. | 2011年6月18日  | スヘルトーヘンボス     | 芝                | ホリア・テカウ               | ダニエレ・ブラッチアリ フランティセク・チェルマク         | 3–6, 6–2, [8–10]              |
| 準優勝 | 11. | 2011年7月2日   | ウィンブルドン         | 芝                | ホリア・テカウ               | ボブ・ブライアン マイク・ブライアン                       | 3–6, 4–6, 6–7(2)              |
| 優勝   | 12. | 2011年7月17日  | ボースタード           | クレー            | ホリア・テカウ               | シーモン・アスペリン アンドレアス・シーエストロム         | 6–3, 6–3                      |
| 準優勝 | 12. | 2011年8月7日   | ワシントンD.C.         | ハード            | ホリア・テカウ               | ミカエル・ロドラ ネナド・ジモニッチ                       | 7–6(7), 6–7(8), [7–10]        |
| 準優勝 | 13. | 2011年10月9日  | 北京                   | ハード            | ホリア・テカウ               | ミカエル・ロドラ ネナド・ジモニッチ                       | 6–7(2), 6–7(4)                |
| 準優勝 | 14. | 2012年2月19日  | ロッテルダム           | ハード (室内)     | ホリア・テカウ               | ミカエル・ロドラ ネナド・ジモニッチ                       | 6–4, 5–7, [14–16]             |
| 優勝   | 13. | 2012年4月29日  | ブカレスト             | クレー            | ホリア・テカウ               | ジェレミー・シャルディー ルカシュ・クボット               | 7–6(2), 6–3                   |
| 準優勝 | 15. | 2012年5月13日  | マドリード             | クレー            | ホリア・テカウ               | マリウシュ・フィルステンベルク マルチン・マトコフスキ     | 3–6, 4–6                      |
| 優勝   | 14. | 2012年6月23日  | スヘルトーヘンボス     | 芝                | ホリア・テカウ               | フアン・セバスティアン・カバル ドミトリー・トゥルスノフ   | 6–3, 7–6(1)                   |
| 準優勝 | 16. | 2012年7月8日   | ウィンブルドン         | 芝                | ホリア・テカウ               | ジョナサン・マレー フレデリク・ニールセン                 | 6–4, 4–6, 6–7(5), 7–6(5), 3–6 |
| 優勝   | 15. | 2012年7月15日  | ボースタード           | クレー            | ホリア・テカウ               | アレクサンダー・ペヤ ブルーノ・ソアレス                   | 6–3, 7–6(5)                   |
| 優勝   | 16. | 2012年8月19日  | シンシナティ           | ハード            | ホリア・テカウ               | マヘシュ・ブパシ ロハン・ボパンナ                         | 6–4, 6–4                      |
| 準優勝 | 17. | 2012年10月21日 | ストックホルム         | ハード (室内)     | ネナド・ジモニッチ           | マルセロ・メロ ブルーノ・ソアレス                         | 7-6(4), 5-7, [6-10]           |
| 優勝   | 17. | 2013年2月17日  | ロッテルダム           | ハード (室内)     | ネナド・ジモニッチ           | ティーモ・デ・バッカー イッセ・フタ・ガルング             | 5-7, 6-3, [10-8]              |
| 準優勝 | 18. | 2013年3月2日   | ドバイ                 | ハード            | ネナド・ジモニッチ           | マヘシュ・ブパシ ミカエル・ロドラ                         | 6-7(6), 6-7(6)                |
| 準優勝 | 19. | 2013年4月28日  | バルセロナ             | クレー            | ダニエル・ネスター           | アレクサンダー・ペヤ ブルーノ・ソアレス                   | 7-5, 6-7(7), [4-10]           |
| 準優勝 | 20. | 2013年10月20日 | ストックホルム         | ハード (室内)     | ヨナス・ビョルクマン         | アイサム＝ウル＝ハク・クレシ ジャン＝ジュリアン・ロイヤー | 2–6, 2–6                      |
| 優勝   | 18. | 2014年1月25日  | 全豪オープン           | ハード            | ルカシュ・クボット           | エリック・ブトラック レイベン・クラーセン                 | 6–3, 6–3                      |
| 準優勝 | 21. | 2015年10月20日 | イスタンブール         | クレー            | ユルゲン・メルツァー         | ラドゥ・アルボット ドゥシャン・ラヨビッチ                 | 4–6, 6–7(2)                   |
| 優勝   | 19. | 2015年8月29日  | ウィンストン・セーラム | ハード            | ドミニク・イングロット       | エリック・バトラック スコット・リプスキー                 | 6-2, 6-4                      |
| 優勝   | 20. | 2016年10月2日  | 深圳                   | ハード            | ファビオ・フォニーニ         | オリバー・マラチ ファブリス・マルタン                     | 7–6(4), 6–3                   |
| 準優勝 | 23. | 2016年10月30日 | バルセロナ             | ハード (室内)     | マイケル・ヴィーナス         | マルセル・グラノリェルス ジャック・ソック                 | 3–6, 4–6                      |
| 優勝   | 21. | 2017年6月30日  | アンタルヤ・オープン   | 芝                | アイサム＝ウル＝ハク・クレシ | オリバー・マラチ マテ・パビッチ                           | 7–5, 4–1, 途中棄権            |